# ÖFB-Cup 1963-1964
La ÖFB-Cup 1963-1964 è stata la 30ª edizione della coppa nazionale di calcio austriaca.

## Ottavi di finale
| Squadra 1          | Risultato   | Squadra 2          |
| ------------------ | ----------- | ------------------ |
| 15 febbraio 1964   |             |                    |
| Admira Vienna      | 2 - 0       | LASK               |
| 16 febbraio 1964   |             |                    |
| Simmering          | 3 - 0       | Bischofshofen      |
| 23 febbraio 1964   |             |                    |
| Austria Vienna     | 3 - 0       | Wr. Neustädter     |
| Sturm Graz         | 4 - 3       | Neufeld            |
| 28 marzo 1964      |             |                    |
| Austria Salisburgo | 1 - 1 (dts) | Wiener SC          |
| 29 marzo 1964      |             |                    |
| Dornbirn           | 2 - 3 (dts) | Kapfenberger       |
| 14 aprile 1964     |             |                    |
| Wiener SC          | 2 - 1       | Austria Salisburgo |
| 15 aprile 1964     |             |                    |
| ASK St. Valentin   | 2 - 3       | First Vienna       |
| Kufstein           | 1 - 2       | Rapid Vienna       |

## Quarti di finale
| Squadra 1      | Risultato   | Squadra 2     |
| -------------- | ----------- | ------------- |
| 18 maggio 1964 |             |               |
| Simmering      | 0 - 2       | Admira Vienna |
| 20 maggio 1964 |             |               |
| Austria Vienna | 2 - 1       | First Vienna  |
| Rapid Vienna   | 3 - 2 (dts) | Wiener SC     |
| 3 giugno 1964  |             |               |
| Sturm Graz     | 2 - 3       | Kapfenberger  |

## Semifinale
| Squadra 1      | Risultato   | Squadra 2      |
| -------------- | ----------- | -------------- |
| 16 giugno 1964 |             |                |
| Admira Vienna  | 3 - 1       | Kapfenberger   |
| 17 giugno 1964 |             |                |
| Rapid Vienna   | 3 - 3 (dts) | Austria Vienna |
| 24 giugno 1964 |             |                |
| Austria Vienna | 2 - 1       | Rapid Vienna   |

## Finale
| Squadra 1      | Risultato | Squadra 2      |
| -------------- | --------- | -------------- |
| 1º luglio 1964 |           |                |
| Admira Vienna  | 1 - 0     | Austria Vienna |